# Dominic Vernius
Dominic Vernius è un personaggio di finzione de Il preludio a Dune di Brian Herbert e Kevin J. Anderson.

## Vicende legate al personaggio
Dominic Vernius è il conte feudale del pianeta Ix, uno dei mondi tecnologicamente più progrediti dell'Impero feudale della Casa Corrino. La Casa Vernius è divenuta celebre a seguito di una guerra industriale contro la Casa Richese, che ha perduto il proprio prestigio e la propria antica ricchezza.
Il conte combatte numerose guerre per conto dell'Imperatore Elrood IX, insieme al valoroso duca Paulus Atreides.
Successivamente diviene un ospite molto amato al palazzo imperiale di Kaitain, e un giorno riesce a sottrarre la concubina favorita del sovrano, Shando, che libera dalla schiavitù e che sposa, in rispetto delle leggi imperiali.
Negli anni che seguono, Dominic ha due figli, Kailea, ambiziosa e bellissima, e Rhombur, più accomodante e meno pragmatico della sorella. Nel frattempo studia molte tecnologie che sfidano la legge del Jihad Butleriano e il monopolio del trasporto della Gilda Spaziale, attirandosi la diffidenza e l'ira di Elrood IX.

Emblema dei Vernius

Un giorno, Ix viene attaccato dai Tleilaxu, formalmente per motivi di scandalo circa le tecnologie atte allo sviluppo dell'intelligenza artificiale, proibita dal primo comandamento della Bibbia Cattolica Orangista. In realtà si tratta di una manovra dietro alla quale vi sono il principe Shaddam e Hasimir Fenring, i quali hanno presentato al decrepito Imperatore Elrood IX un maestro tleilaxu, il quale ha accennato alla possibilità di creare la spezia artificiale, rompendo il monopolio di Arrakis tenuto dagli infidi Harkonnen. All'attacco planetario partecipano segretamente i Sardaukar di Casa Corrino, la fanatica guardia personale dell'Imperatore.
Dominic e la famiglia riescono a scappare. Kailea e Rhombur si rifugiano su Caladan, dove godono dell'asilo politico e della protezione del duca Paulus Atreides, mentre Shando si rifugia su Bela Tegeuse.
Il conte Vernius invece gira qua e là per l'Impero, sfregiando i monumenti di Shaddam IV, che nel frattempo è stato incoronato imperatore alla morte di Elrood. Successivamente si rifugia sul desertico Arrakis, a capo di una banda di contrabbandieri tra i quali vi è il giovane Gurney Halleck.
In gran segreto accumula una quantità di ordigni nucleari con le quali intende bombardare Kaitain, allo scopo di vendicarsi dei Corrino, anche per la morte di Shando, crivellata dai colpi di fucile dai Sardaukar, ma viene tradito da un contrabbandiere che rivela l'informazione al conte Hasimir Fenring, Ministro della Spezia di Shaddam IV.
L'imperatore invia un gruppo di soldati Sardaukar su Arrakis. Dominic Vernius sacrifica la propria vita facendo esplodere le terribili testate nucleari.
La notizia della sua morte viene comunicata ai figli su Caladan da Gurney Halleck, unico superstite del gruppo di Dominic, e che chiede al nuovo duca, Leto Atreides, di essere reclutato nel suo esercito.